# Alcácer de Hadada
Alcácer de Hadada (em árabe: قصر حدادة; romaniz.: Ksar Had(d)ada) é uma aldeia e um alcácer, ou seja um celeiro-fortaleza, situada no sul da Tunísia, na orla do deserto do Saara, 5 km a norte de Ghomrassen, 28 km  a norte de Tatauine e 45 km a sudoeste de Medenine.
O clima é semiárido, sendo a chuva rara, mas muito forte quando ocorre. As temperaturas podem chegar aos 50 °C nos dias de verão e descer a 0 °C nas noites mais frias de inverno.
A mesquita local foi construída na década de 1950. Parte do alcácer é atualmente um hotel e a maior parte das casas estão desocupadas durante a maior parte do ano, pois quase todos os habitantes emigraram e só ali passam as férias. Junto ao campo de futebol foram encontrados fósseis de dinossauros.
A aldeia serviu de cenário para a rodagem de algumas cenas do filme Star Wars Episódio I: A Ameaça Fantasma passadas em Mos Espa, no planeta Tatooine, terra natal de Anakin Skywalker. 
A economia local baseia-se principalmente na cultura de oliveiras e na criação de cabras e ovelhas.